# Ségos
Ségos (prononcé [seɡɔs] ; Segòs en gascon) est une commune française située dans l'ouest du département du Gers en région Occitanie. Sur le plan historique et culturel, la commune est dans le pays de Rivière-Basse, un territoire qui s’allonge dans la moyenne vallée de l’Adour, à l’endroit où le fleuve marque un coude entre Bigorre et Gers.
Exposée à un climat océanique altéré, elle est drainée par le Léez, le ruisseau du Broussau, le Lesté, le ruisseau des Arribauts et par divers autres petits cours d'eau. La commune possède un patrimoine naturel remarquable composé d'une zone naturelle d'intérêt écologique, faunistique et floristique.
Ségos est une commune rurale qui compte 248 habitants en 2022, après avoir connu un pic de population de 505 habitants en 1876.  Elle fait partie de l'aire d'attraction d'Aire-sur-l'Adour. Ses habitants sont appelés les Ségossais ou  Ségossaises.

## Géographie

### Localisation
S&gos est une commune située dans le vignoble de Tursan, sur le Broussau.
La commune est limitrophe du département des Landes et proche de celui des Pyrénées-Atlantiques.

### Communes limitrophes
Les communes limitrophes sont  Aire-sur-l'Adour, Lannux, Latrille, Projan et Saint-Agnet.
|                   | Aire-sur-l'Adour (Landes) | Lannux |
| Latrille (Landes) | Ségos                     | Projan |
|                   | Saint-Agnet (Landes)      |        |

### Géologie et relief
Ségos se situe en zone de sismicité 2 (sismicité faible).

### Voies de communication et transports

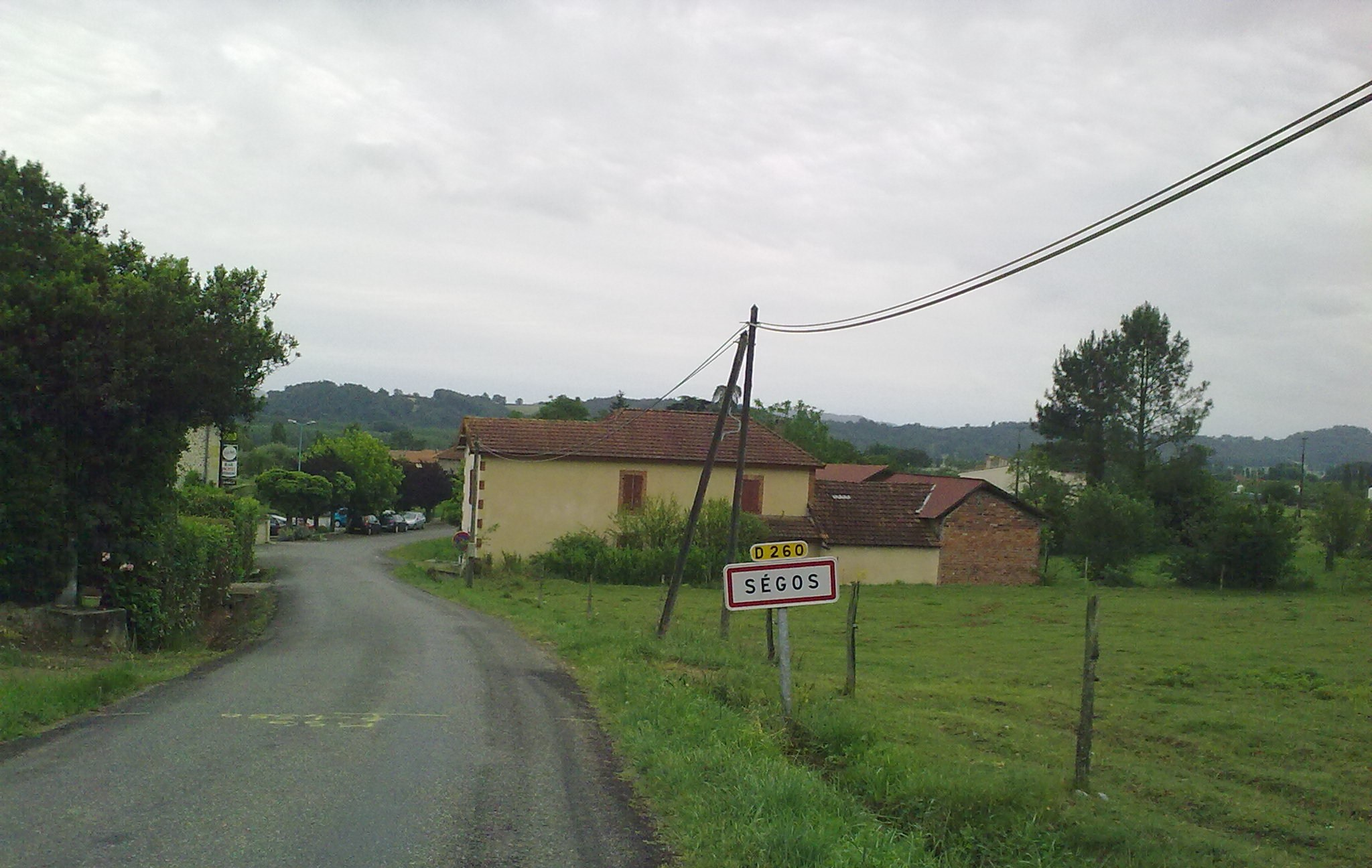
Entrée nord-ouest sur la D 260.

La commune de Ségos est liée aux villes avec la route départementale D 834, à laquelle accède la D 260 qui traverse le centre village.
Sur la D 834, il existe un arrêt d'autocar de la ligne entre Aire-sur-l'Adour et Pau. Avec cette ligne, les habitants peuvent aller directement, et sans voiture, à l'aéroport de Pau-Pyrénées et à la gare de Pau.

### Hydrographie

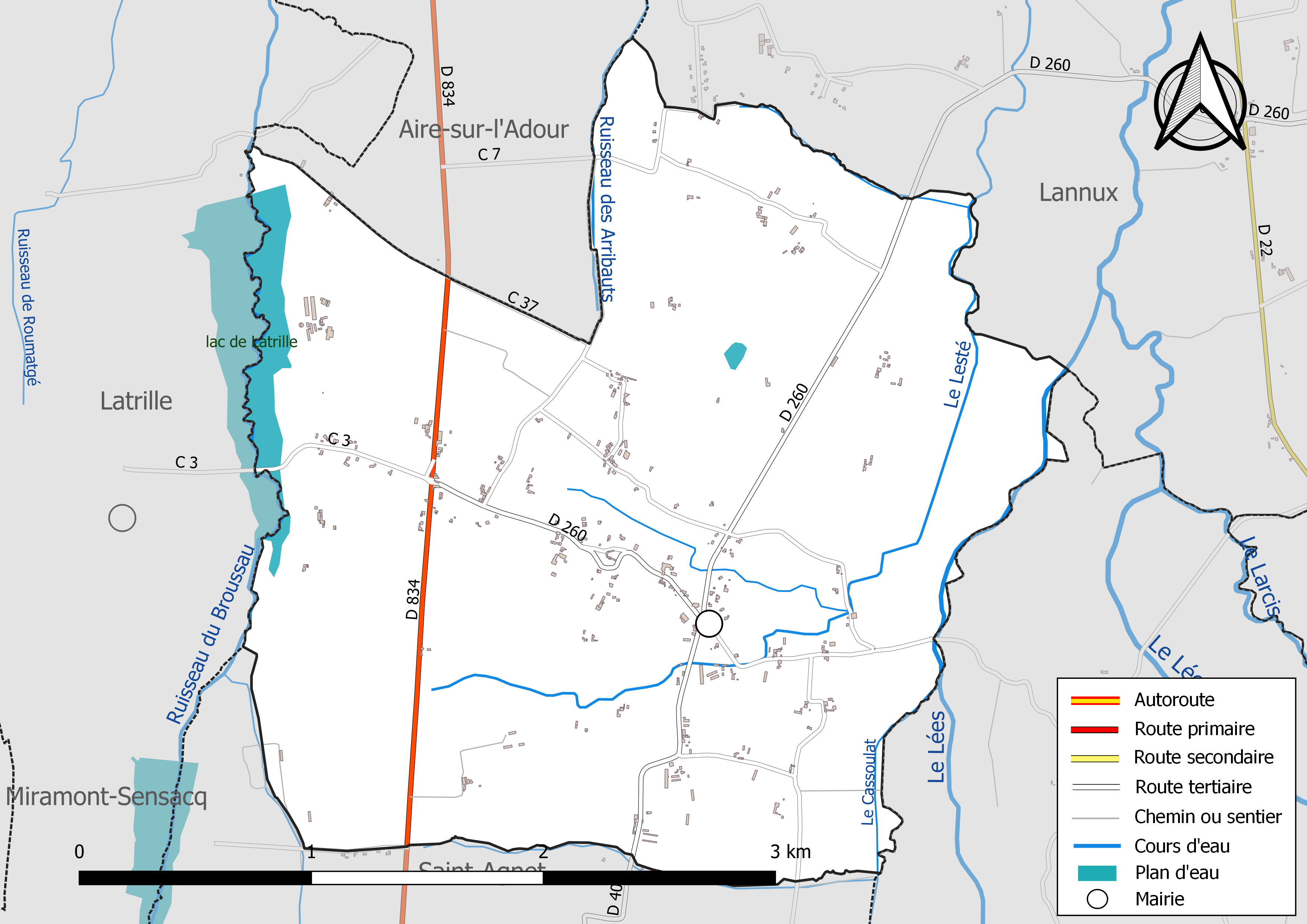
Réseaux hydrographique et routier de Ségos.

La commune est dans le bassin de l'Adour, au sein du bassin hydrographique Adour-Garonne. Elle est drainée par le Léès, le ruisseau du Broussau, le Lesté, le ruisseau des Arribauts, le Cassoulat et par divers petits cours d'eau, qui constituent un réseau hydrographique de 10 km de longueur totale,.
Le Léès, d'une longueur totale de 39,1 km, prend sa source dans la commune de Sedzère et s'écoule vers le nord. Il traverse la commune et se jette dans le Léez à Lannux, après avoir traversé 21 communes.
Le ruisseau du Broussau, d'une longueur totale de 20,3 km, prend sa source dans la commune de Garlin et s'écoule vers le nord. Il traverse la commune et se jette dans l'Adour à Aire-sur-l'Adour, après avoir traversé 8 communes.

### Climat
Pour des articles plus généraux, voir Climat de l'Occitanie et Climat du Gers.
En 2010, le climat de la commune est de type climat méditerranéen altéré, selon une étude s'appuyant sur une série de données couvrant la période 1971-2000. En 2020, Météo-France publie une typologie des climats de la France métropolitaine dans laquelle la commune est exposée à un climat océanique et est dans la région climatique Aquitaine, Gascogne, caractérisée par une pluviométrie abondante au printemps, modérée en automne, un faible ensoleillement au printemps, un été chaud (19,5 °C), des vents faibles, des brouillards fréquents en automne et en hiver et des orages fréquents en été (15 à 20 jours).
Pour la période 1971-2000, la température annuelle moyenne est de 13,4 °C, avec une amplitude thermique annuelle de 14,6 °C. Le cumul annuel moyen de précipitations est de 1 093 mm, avec 11,1 jours de précipitations en janvier et 7,6 jours en juillet. Pour la période 1991-2020, la température moyenne annuelle observée sur la station météorologique la plus proche, située sur la commune de Maumusson-Laguian à 13 km à vol d'oiseau, est de 14,1 °C et le cumul annuel moyen de précipitations est de 1 021,5 mm,. Pour l'avenir, les paramètres climatiques de la commune estimés pour 2050 selon différents scénarios d'émission de gaz à effet de serre sont consultables sur un site dédié publié par Météo-France en novembre 2022.

### Milieux naturels et biodiversité

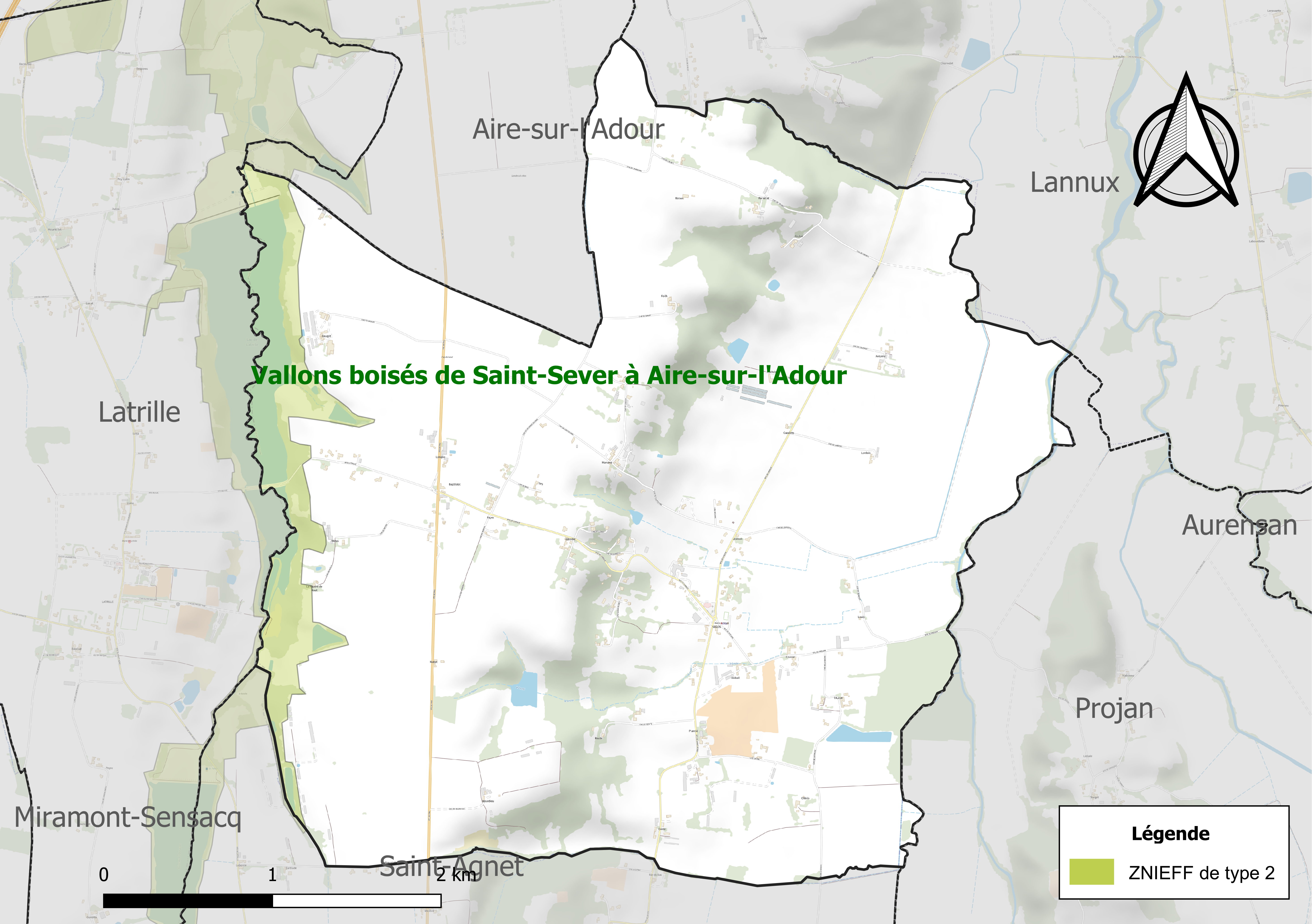
Carte de la ZNIEFF de type 2 localisée sur la commune.

L’inventaire des zones naturelles d'intérêt écologique, faunistique et floristique (ZNIEFF) a pour objectif de réaliser une couverture des zones les plus intéressantes sur le plan écologique, essentiellement dans la perspective d’améliorer la connaissance du patrimoine naturel national et de fournir aux différents décideurs un outil d’aide à la prise en compte de l’environnement dans l’aménagement du territoire.
Une ZNIEFF de type 2 est recensée sur la commune :
les « vallons boisés de Saint-Sever à Aire-sur-l'Adour » (3 152 ha), couvrant 4 communes dont une dans le Gers et trois dans les Landes.

## Urbanisme

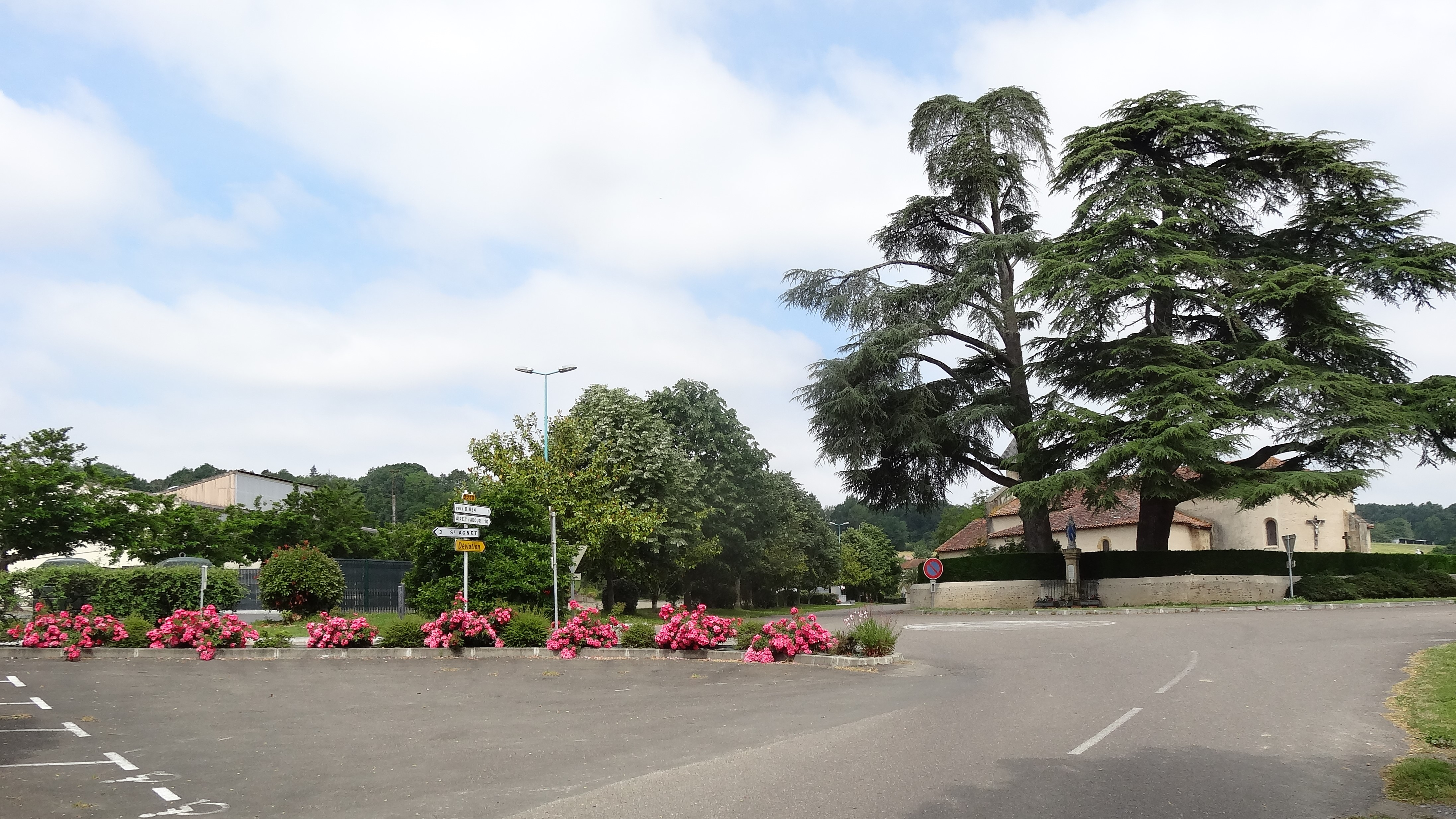
Centre du village aménagé.

### Typologie
Au 1er janvier 2024, Ségos est catégorisée commune rurale à habitat dispersé, selon la nouvelle grille communale de densité à sept niveaux définie par l'Insee en 2022.
Elle est située hors unité urbaine. Par ailleurs la commune fait partie de l'aire d'attraction d'Aire-sur-l'Adour, dont elle est une commune de la couronne,. Cette aire, qui regroupe 23 communes, est catégorisée dans les aires de moins de 50 000 habitants,.

### Occupation des sols
L'occupation des sols de la commune, telle qu'elle ressort de la base de données européenne d’occupation biophysique des sols Corine Land Cover (CLC), est marquée par l'importance des territoires agricoles (89,8 % en 2018), en diminution par rapport à 1990 (90,7 %). La répartition détaillée en 2018 est la suivante : 
terres arables (71,7 %), zones agricoles hétérogènes (14 %), forêts (8,1 %), prairies (4,1 %), eaux continentales (2,1 %). L'évolution de l’occupation des sols de la commune et de ses infrastructures peut être observée sur les différentes représentations cartographiques du territoire : la carte de Cassini (XVIIIe siècle), la carte d'état-major (1820-1866) et les cartes ou photos aériennes de l'IGN pour la période actuelle (1950 à aujourd'hui).

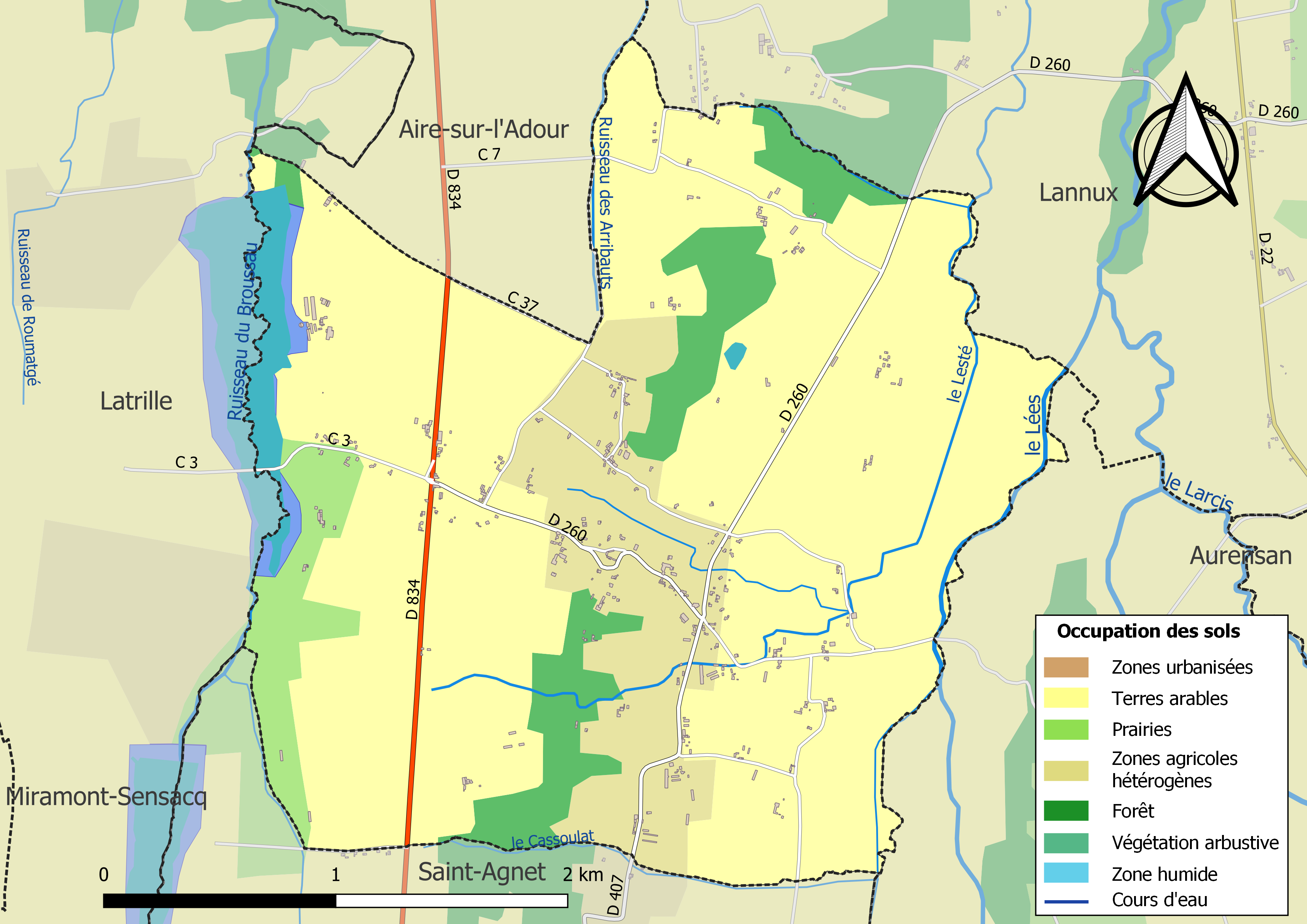
Carte des infrastructures et de l'occupation des sols de la commune en 2018 (CLC).

### Risques majeurs
Le territoire de la commune de Ségos est vulnérable à différents aléas naturels : météorologiques (tempête, orage, neige, grand froid, canicule ou sécheresse) et séisme (sismicité faible). Un site publié par le BRGM permet d'évaluer simplement et rapidement les risques d'un bien localisé soit par son adresse soit par le numéro de sa parcelle.

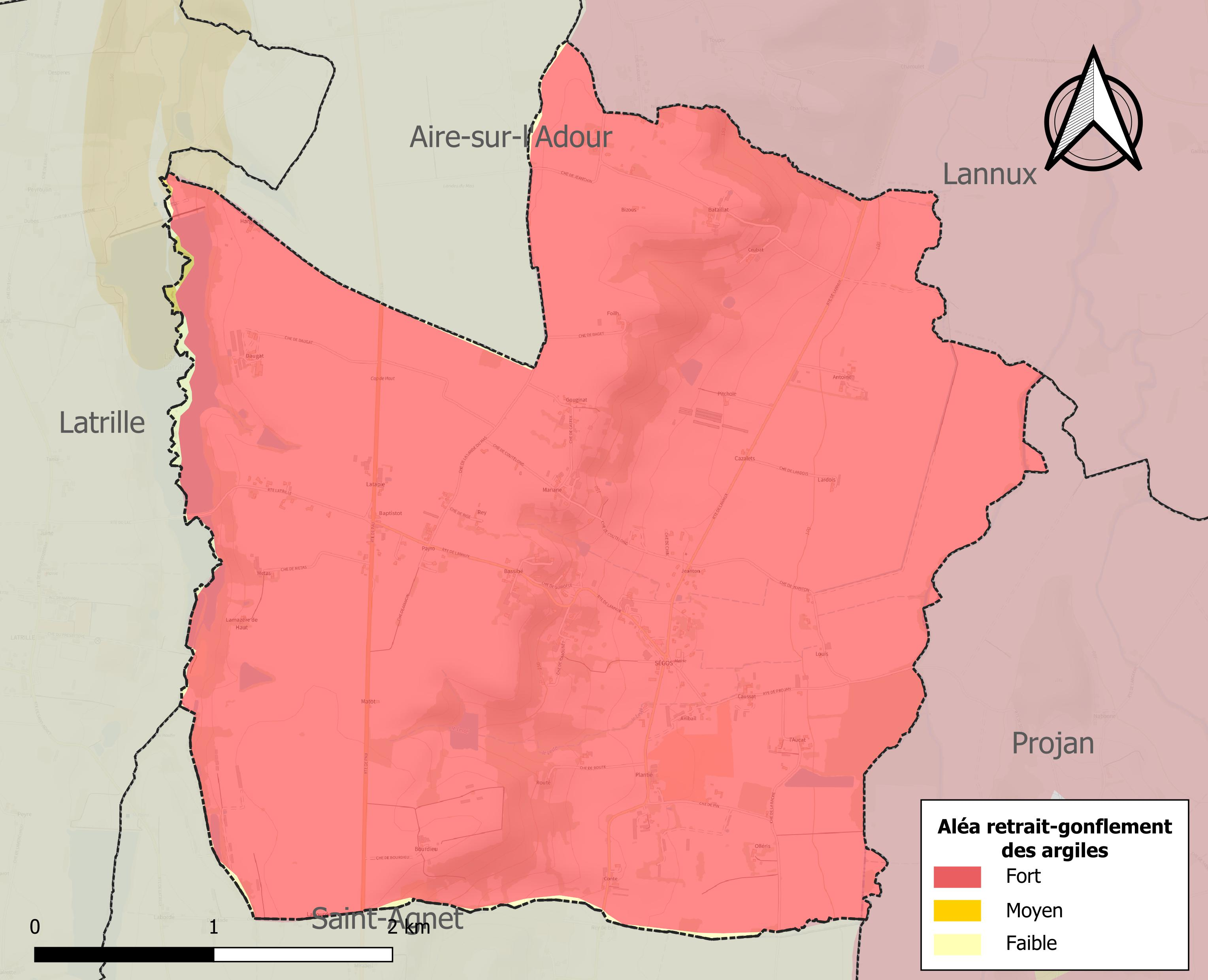
Carte des zones d'aléa retrait-gonflement des sols argileux de Ségos.

Le retrait-gonflement des sols argileux est susceptible d'engendrer des dommages importants aux bâtiments en cas d’alternance de périodes de sécheresse et de pluie. 99,1 % de la superficie communale est en aléa moyen ou fort (94,5 % au niveau départemental et 48,5 % au niveau national). Sur les 126 bâtiments dénombrés sur la commune en 2019, 126 sont en aléa moyen ou fort, soit 100 %, à comparer aux 93 % au niveau départemental et 54 % au niveau national. Une cartographie de l'exposition du territoire national au retrait gonflement des sols argileux est disponible sur le site du BRGM,.
Par ailleurs, afin de mieux appréhender le risque d’affaissement de terrain, l'inventaire national des cavités souterraines permet de localiser celles situées sur la commune.
La commune a été reconnue en état de catastrophe naturelle au titre des dommages causés par les inondations et coulées de boue survenues en 1993, 1999, 2009 et 2011. Concernant les mouvements de terrains, la commune a été reconnue en état de catastrophe naturelle au titre des dommages causés par la sécheresse en 1989 et 2017 et par des mouvements de terrain en 1999.

### Manifestations culturelles et festivités

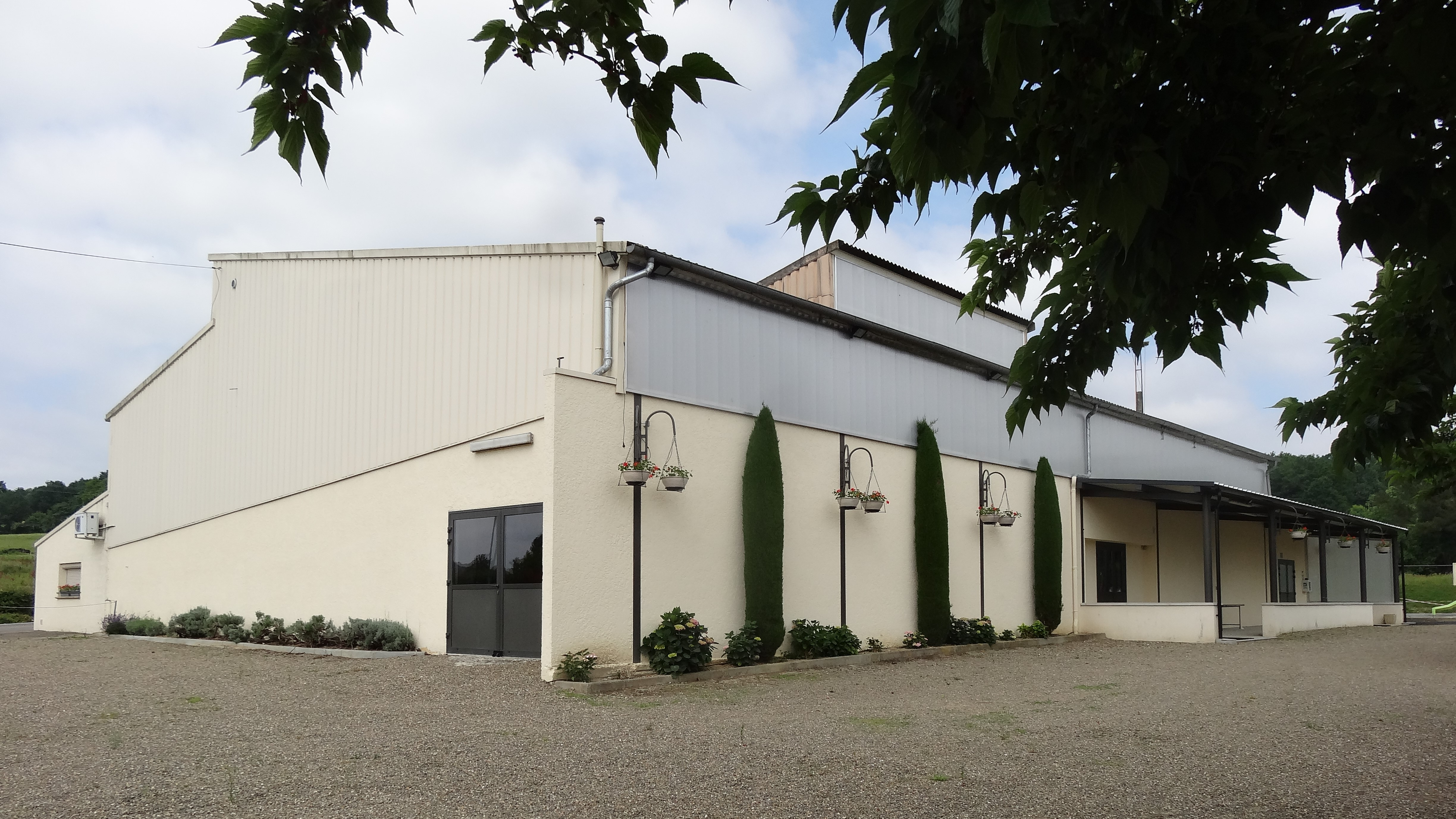
La salle polyvalente.

## Politique et administration

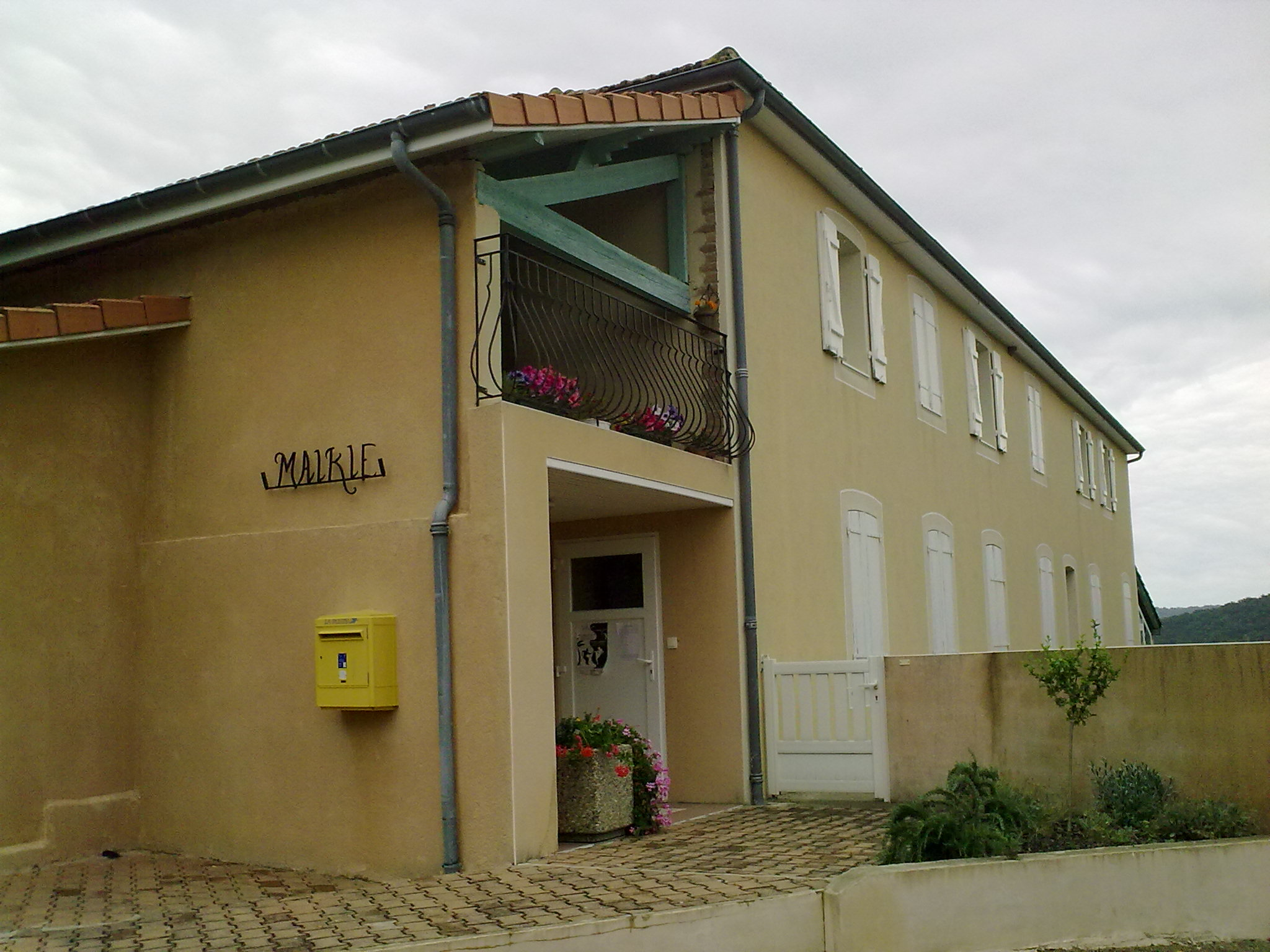
La mairie en 2010, alors mitoyenne de l’école.

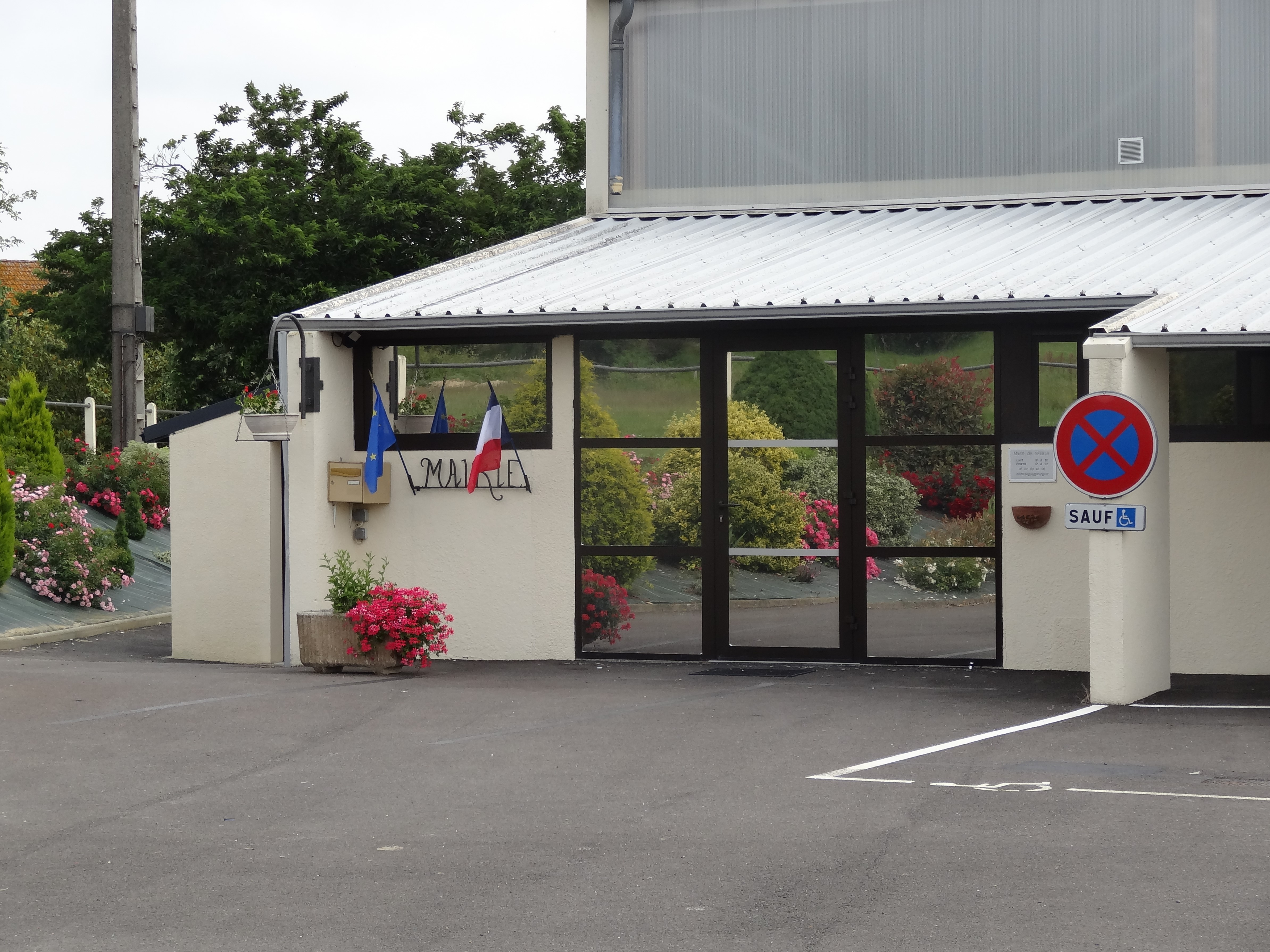
La mairie en 2020, désormais située à côté de la salle polyvalente.

### Liste des maires
| Période                                  | Période  | Identité                 | Étiquette | Qualité    |
| ---------------------------------------- | -------- | ------------------------ | --------- | ---------- |
| 2001                                     | 2014     | Claude Coulombier        |           | Maire      |
| 2014                                     | 2020     | Alain Bezecourt          | DVD       | Professeur |
| 2020                                     | En cours | Philippe Silveira Morais |           |            |
| Les données manquantes sont à compléter. |          |                          |           |            |

## Population et société

### Démographie
L'évolution du nombre d'habitants est connue à travers les recensements de la population effectués dans la commune depuis 1793. Pour les communes de moins de 10 000 habitants, une enquête de recensement portant sur toute la population est réalisée tous les cinq ans, les populations de référence des années intermédiaires étant quant à elles estimées par interpolation ou extrapolation. Pour la commune, le premier recensement exhaustif entrant dans le cadre du nouveau dispositif a été réalisé en 2008.

En 2022, la commune comptait 248 habitants, en évolution de +5,98 % par rapport à 2016 (Gers : +1,04 %, France hors Mayotte : +2,11 %).
| 1793 | 1800 | 1806 | 1821 | 1831 | 1841 | 1846 | 1851 | 1856 |
| ---- | ---- | ---- | ---- | ---- | ---- | ---- | ---- | ---- |
| 258  | 239  | 235  | 292  | 327  | 303  | 312  | 306  | 504  |

| 1861 | 1866 | 1872 | 1876 | 1881 | 1886 | 1891 | 1896 | 1901 |
| ---- | ---- | ---- | ---- | ---- | ---- | ---- | ---- | ---- |
| 491  | 501  | 472  | 505  | 454  | 466  | 440  | 428  | 403  |

| 1906 | 1911 | 1921 | 1926 | 1931 | 1936 | 1946 | 1954 | 1962 |
| ---- | ---- | ---- | ---- | ---- | ---- | ---- | ---- | ---- |
| 401  | 392  | 326  | 360  | 365  | 343  | 326  | 307  | 318  |

| 1968 | 1975 | 1982 | 1990 | 1999 | 2006 | 2008 | 2013 | 2018 |
| ---- | ---- | ---- | ---- | ---- | ---- | ---- | ---- | ---- |
| 304  | 276  | 272  | 248  | 234  | 250  | 254  | 243  | 225  |

| 2022 | - | - | - | - | - | - | - | - |
| ---- | - | - | - | - | - | - | - | - |
| 248  | - | - | - | - | - | - | - | - |

### Enseignement

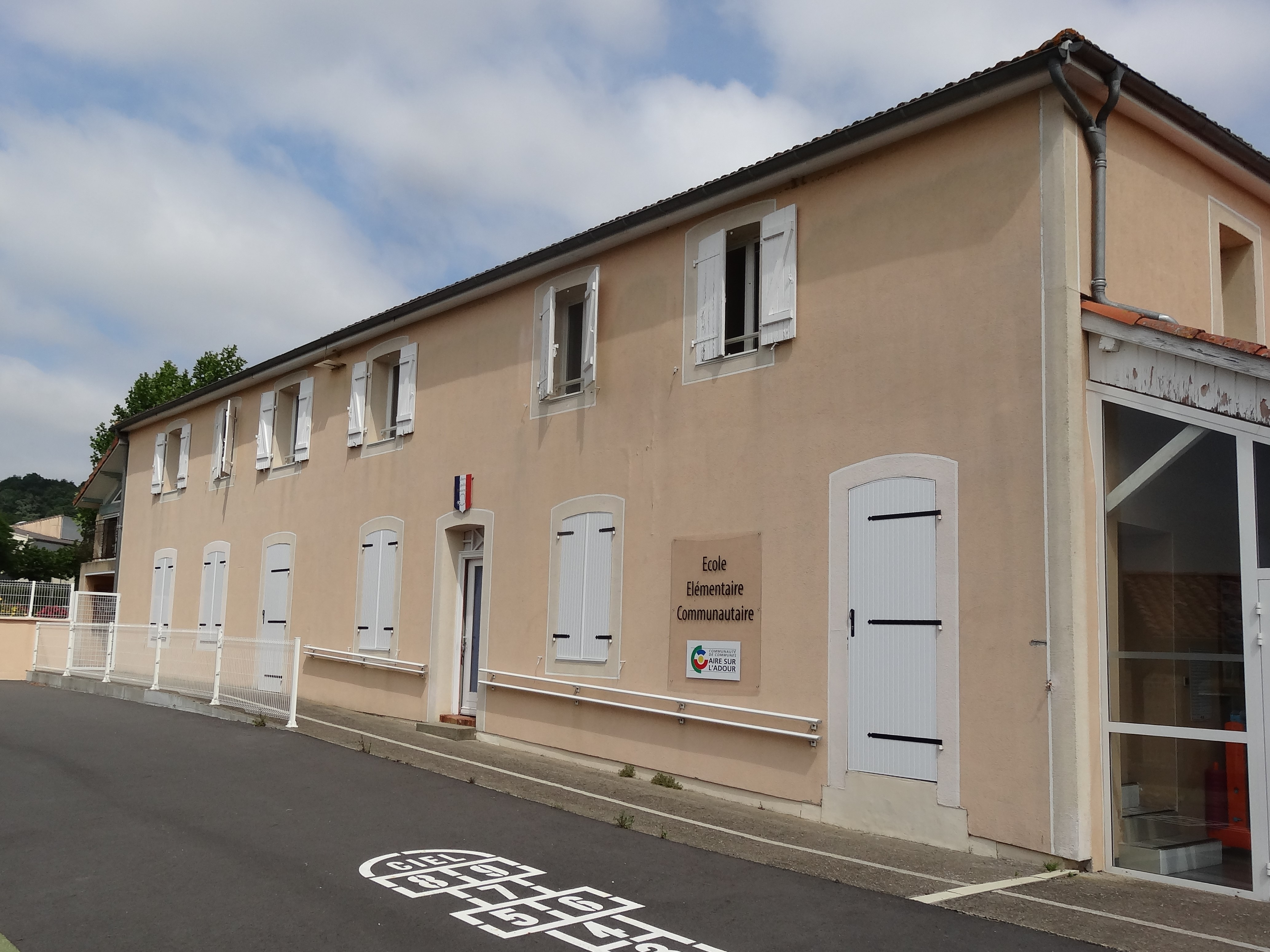
L'école élémentaire.

Ségos fait partie de l'académie de Toulouse.

## Économie

### Revenus
En 2018  (données Insee publiées en septembre 2021), la commune compte 98 ménages fiscaux, regroupant 231 personnes. La médiane du revenu disponible par unité de consommation est de 23 520 € (20 820 € dans le département).

### Emploi
|                | 2008  | 2013  | 2018  |
| -------------- | ----- | ----- | ----- |
| Commune        | 2,6 % | 3,4 % | 6,8 % |
| Département    | 6,1 % | 7,5 % | 8,2 % |
| France entière | 8,3 % | 10 %  | 10 %  |

En 2018, la population âgée de 15 à 64 ans s'élève à 132 personnes, parmi lesquelles on compte 83,3 % d'actifs (76,5 % ayant un emploi et 6,8 % de chômeurs) et 16,7 % d'inactifs,. Depuis 2008, le taux de chômage communal (au sens du recensement) des 15-64 ans est inférieur à celui de la France et du département.
La commune fait partie de la couronne de l'aire d'attraction d'Aire-sur-l'Adour, du fait qu'au moins 15 % des actifs travaillent dans le pôle,. Elle compte 53 emplois en 2018, contre 74 en 2013 et 95 en 2008. Le nombre d'actifs ayant un emploi résidant dans la commune est de 101, soit un indicateur de concentration d'emploi de 52,5 % et un taux d'activité parmi les 15 ans ou plus de 56,1 %.
Sur ces 101 actifs de 15 ans ou plus ayant un emploi, 27 travaillent dans la commune, soit 27 % des habitants. Pour se rendre au travail, 89,1 % des habitants utilisent un véhicule personnel ou de fonction à quatre roues, 6,9 % s'y rendent en deux-roues, à vélo ou à pied et 4 % n'ont pas besoin de transport (travail au domicile).

### Activités hors agriculture
18 établissements sont implantés  à Ségos au 31 décembre 2019.
Le secteur du commerce de gros et de détail, des transports, de l'hébergement et de la restauration est prépondérant sur la commune puisqu'il représente 33,3 % du nombre total d'établissements de la commune (6 sur les 18 entreprises implantées  à Ségos), contre 27,7 % au niveau départemental.

### Agriculture
La commune est dans la Rivière Basse, une petite région agricole occupant une partie ouest du département du Gers. En 2020, l'orientation technico-économique de l'agriculture  sur la commune est la polyculture et/ou le polyélevage.
|               | 1988  | 2000  | 2010  | 2020 |
| ------------- | ----- | ----- | ----- | ---- |
| Exploitations | 39    | 39    | 26    | 21   |
| SAU (ha)      | 1 018 | 1 027 | 1 079 | 789  |

Le nombre d'exploitations agricoles en activité et ayant leur siège dans la commune est passé de 39 lors du recensement agricole de 1988  à 39 en 2000 puis à 26 en 2010 et enfin à 21 en 2020, soit une baisse de 46 % en 32 ans. Le même mouvement est observé à l'échelle du département qui a perdu pendant cette période 51 % de ses exploitations,. La surface agricole utilisée sur la commune a également diminué, passant de 1 018 ha en 1988 à 789 ha en 2020. Parallèlement la surface agricole utilisée moyenne par exploitation a augmenté, passant de 26 à 38 ha.

## Culture locale et patrimoine

### Lieux et monuments
- L'église Saint-Orens est un édifice néoclassique du XVIIIe siècle.

L'église Saint-Orens
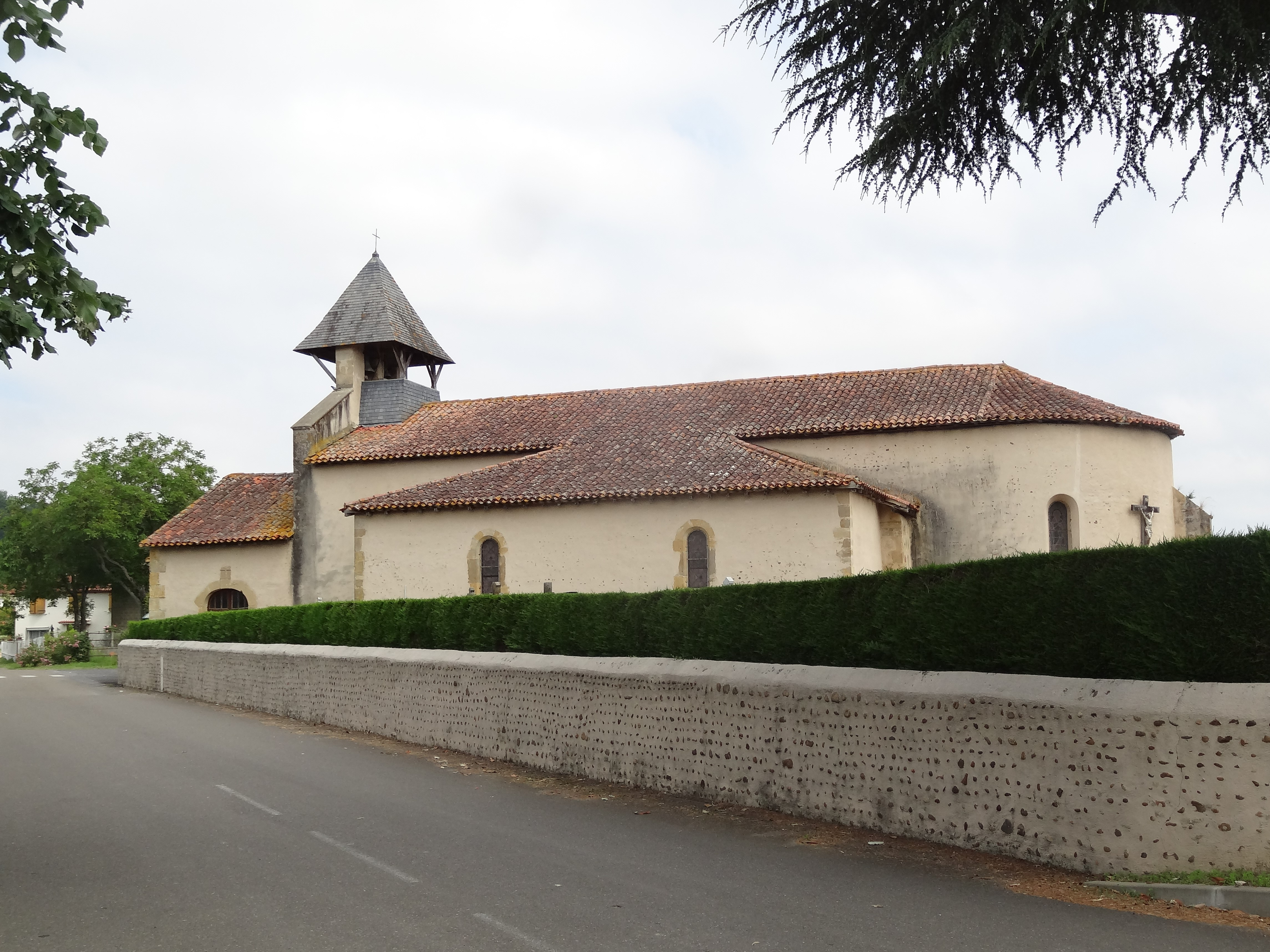
L'église.
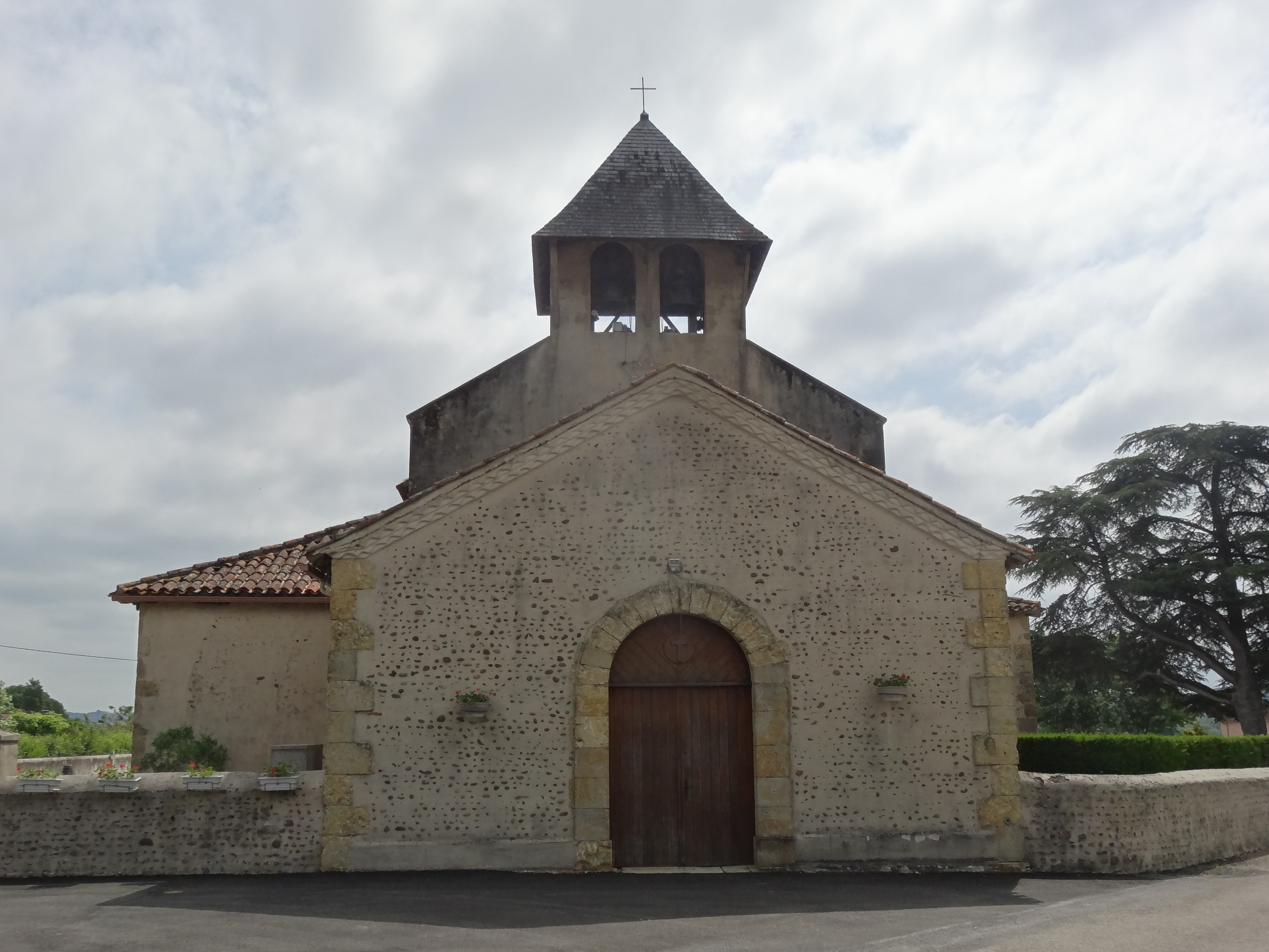
Le clocher-mur.
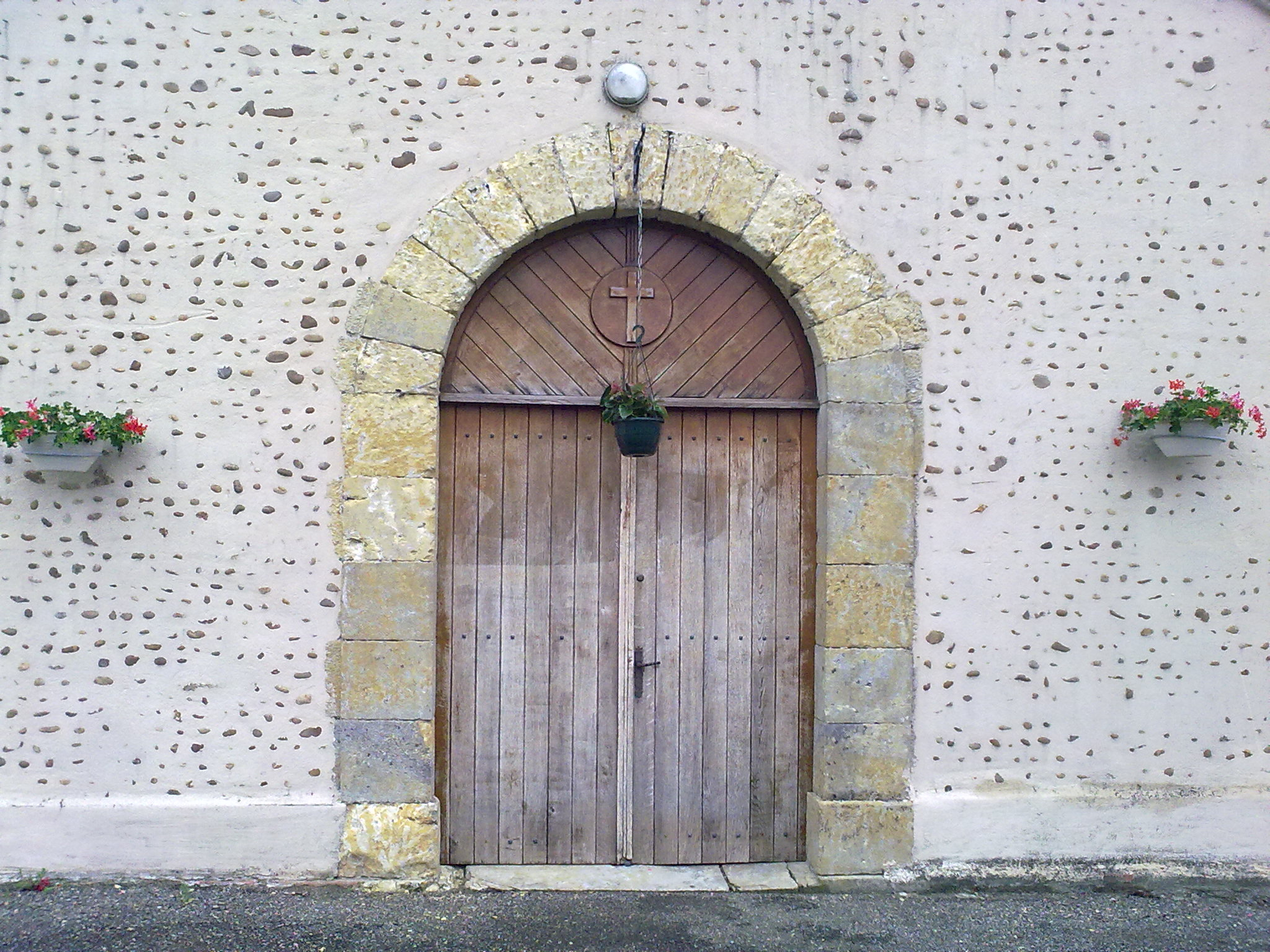
L'entrée.

Autres lieux et monuments
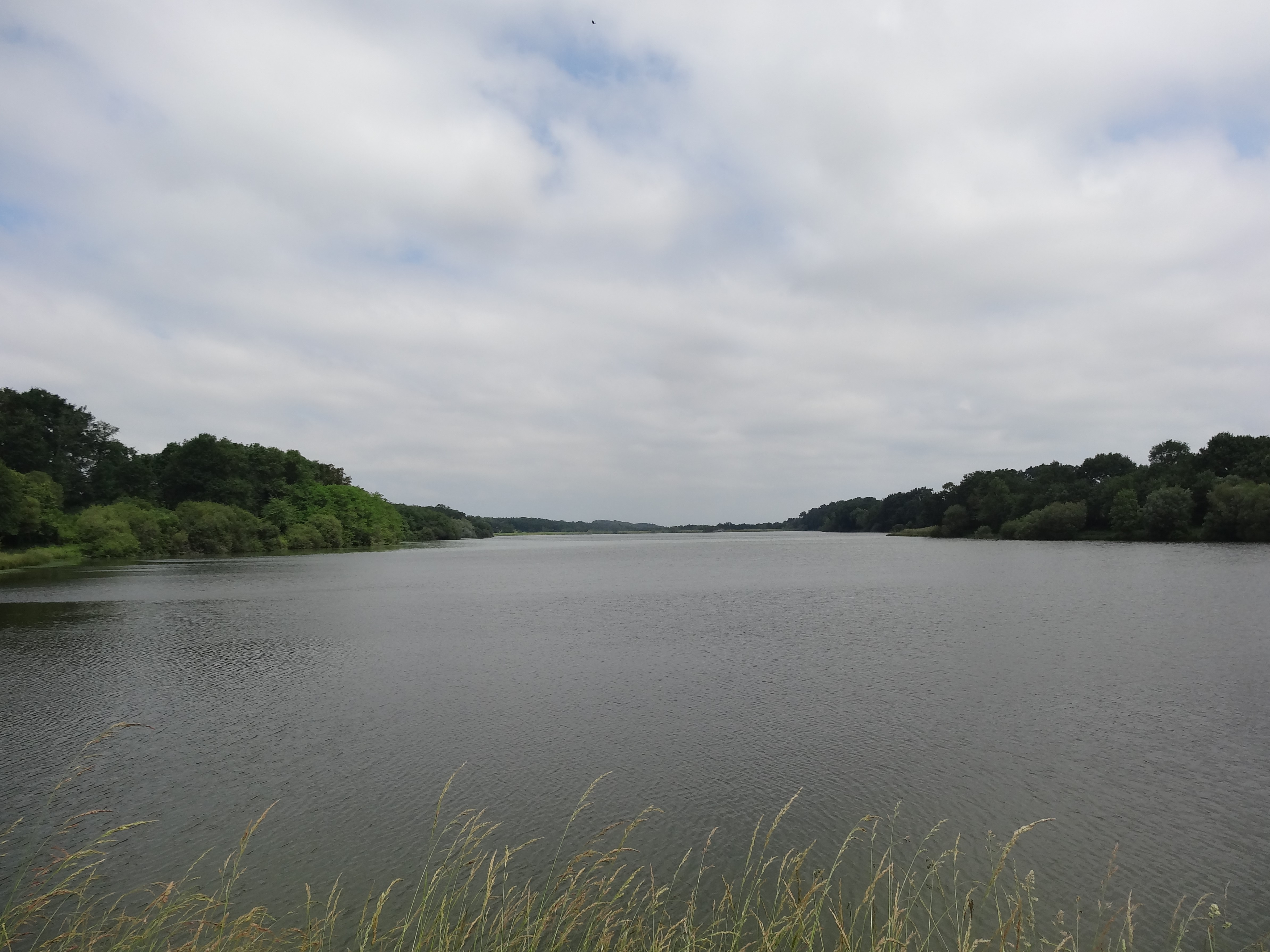
Le lac de Latrille, situé à cheval sur les communes de Ségos et de Latrille dans les Landes.
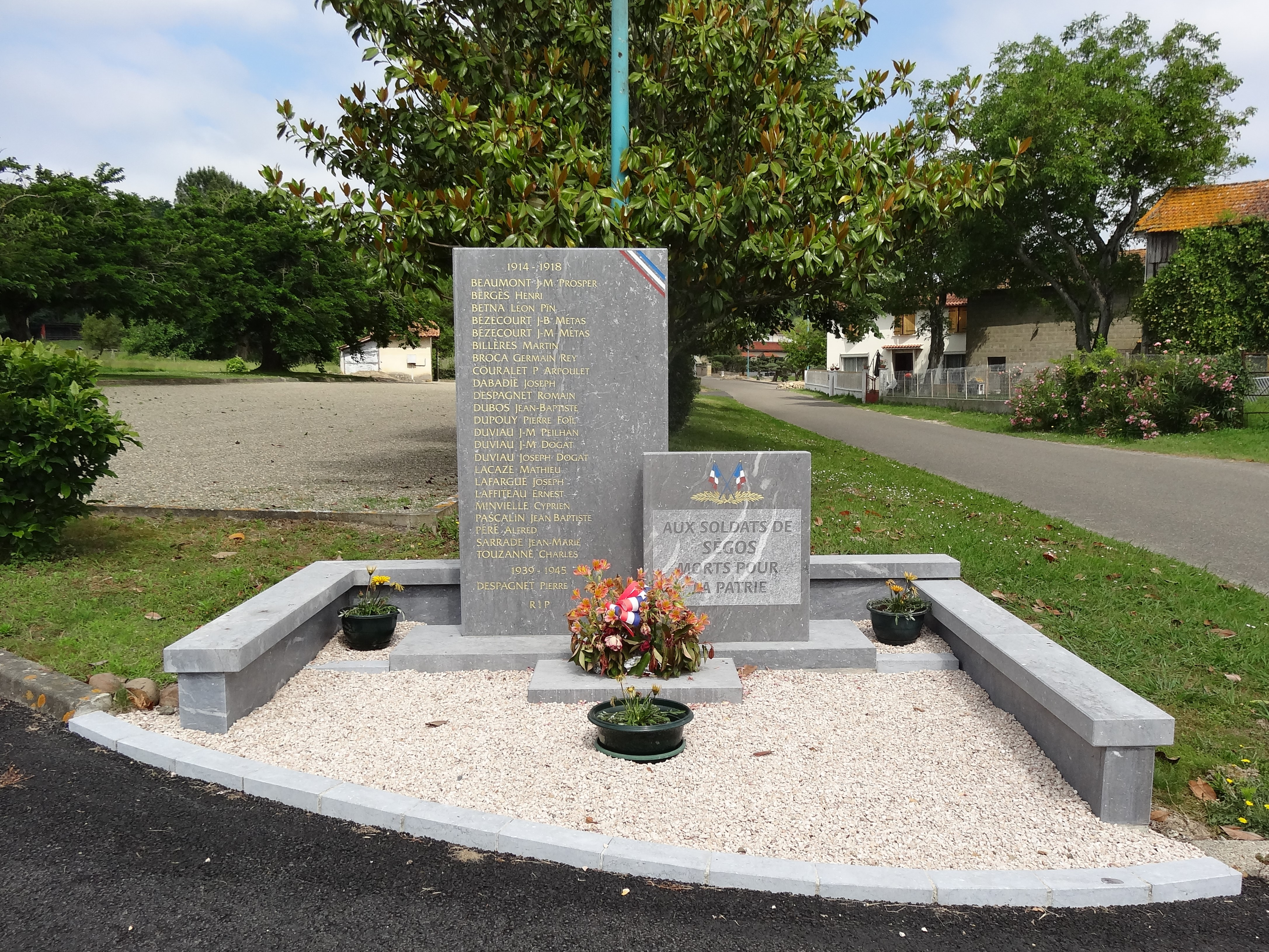
Le monument aux morts.
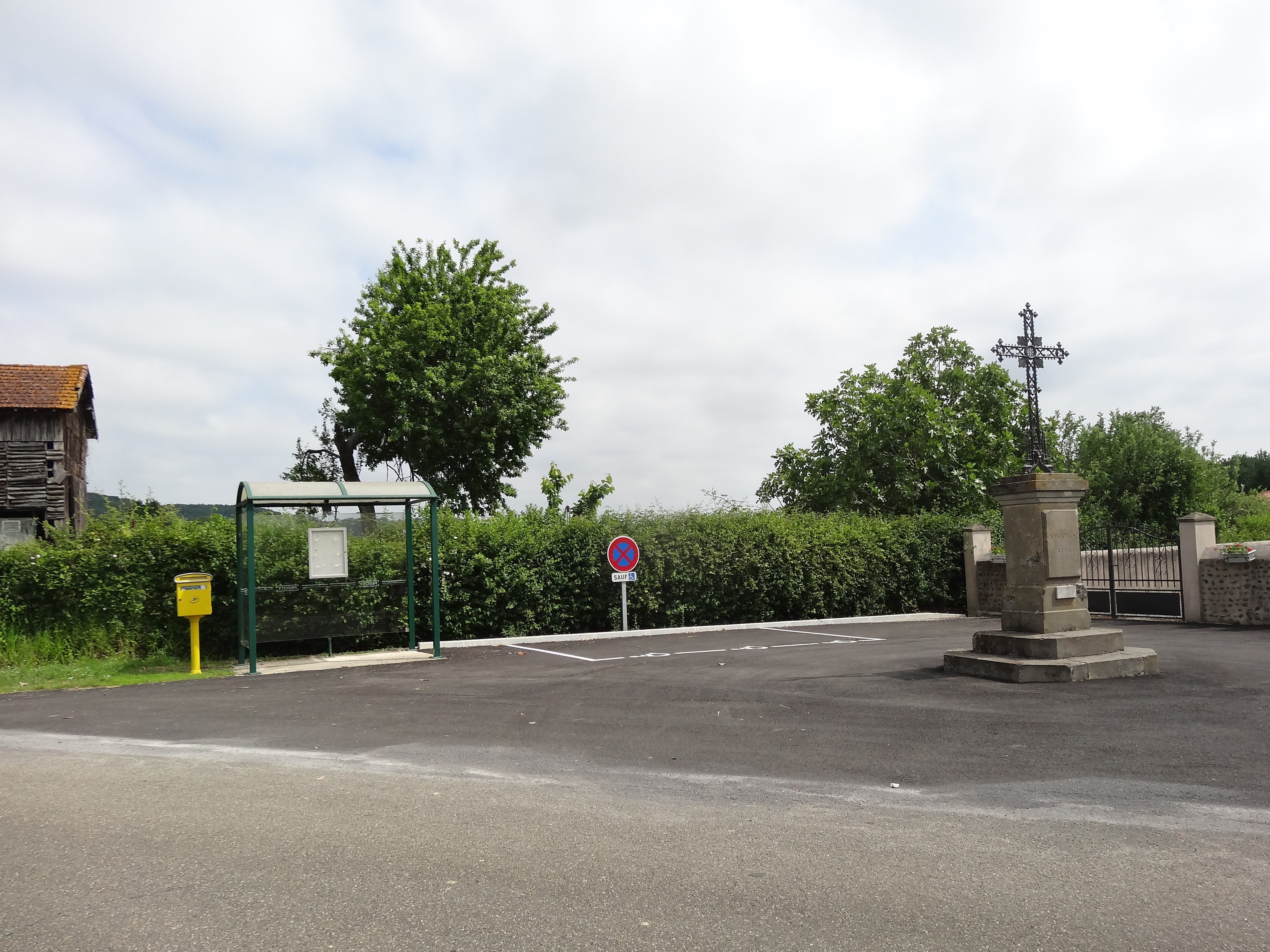
Croix et arrêt de bus.
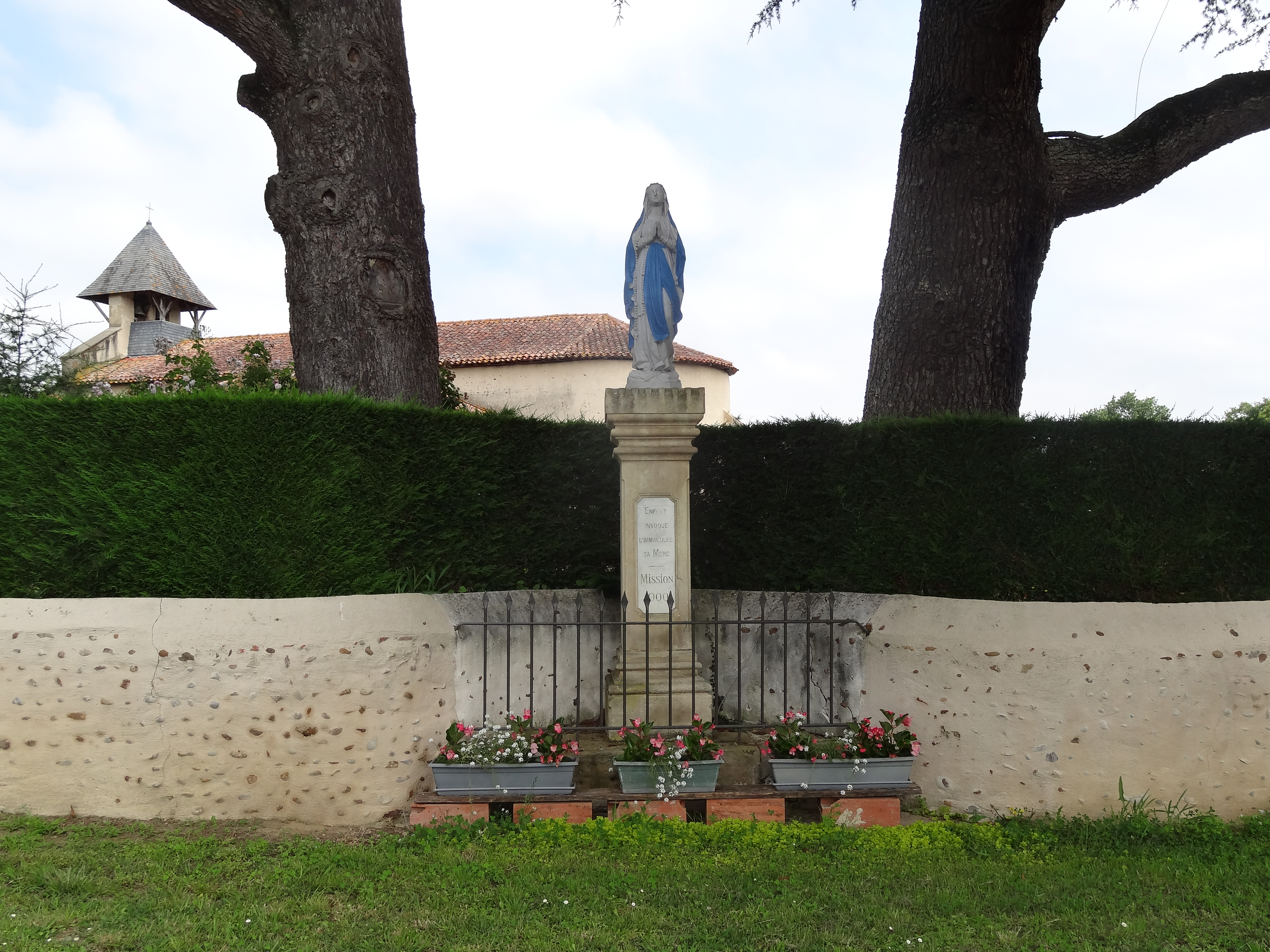
Statue de la Vierge Marie.
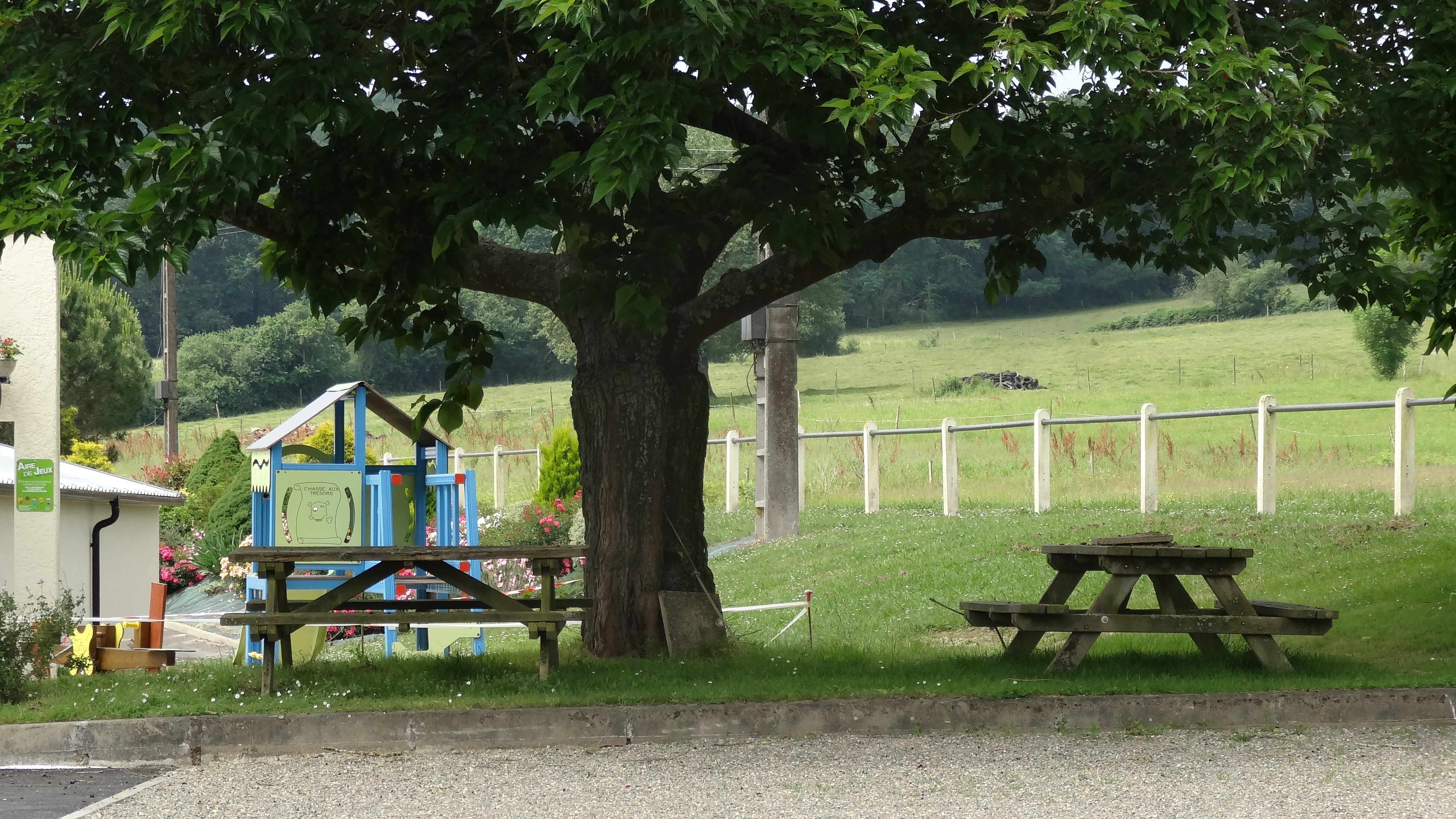
Tables de pique-nique et aire de jeux.
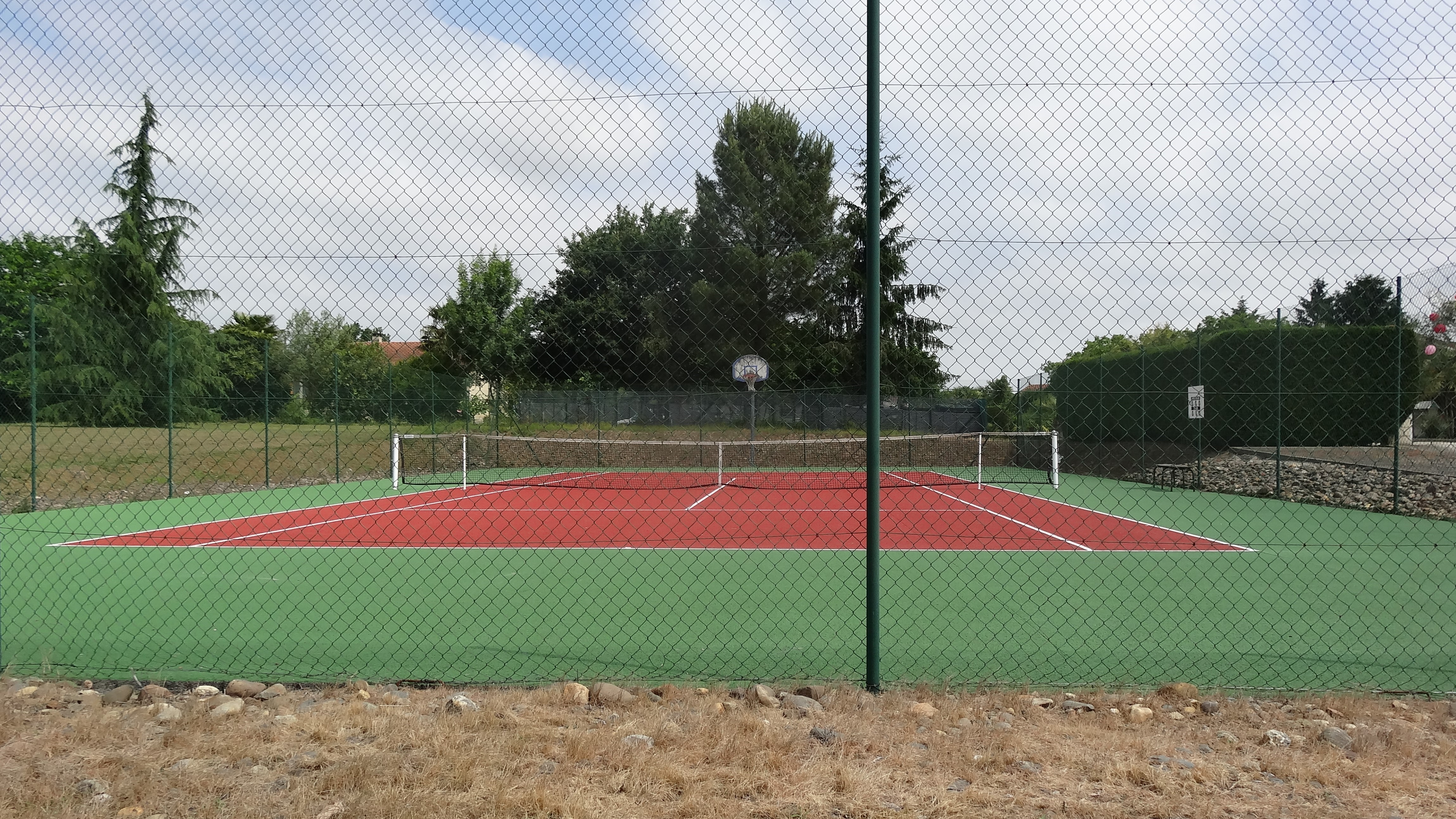
Terrain de tennis.
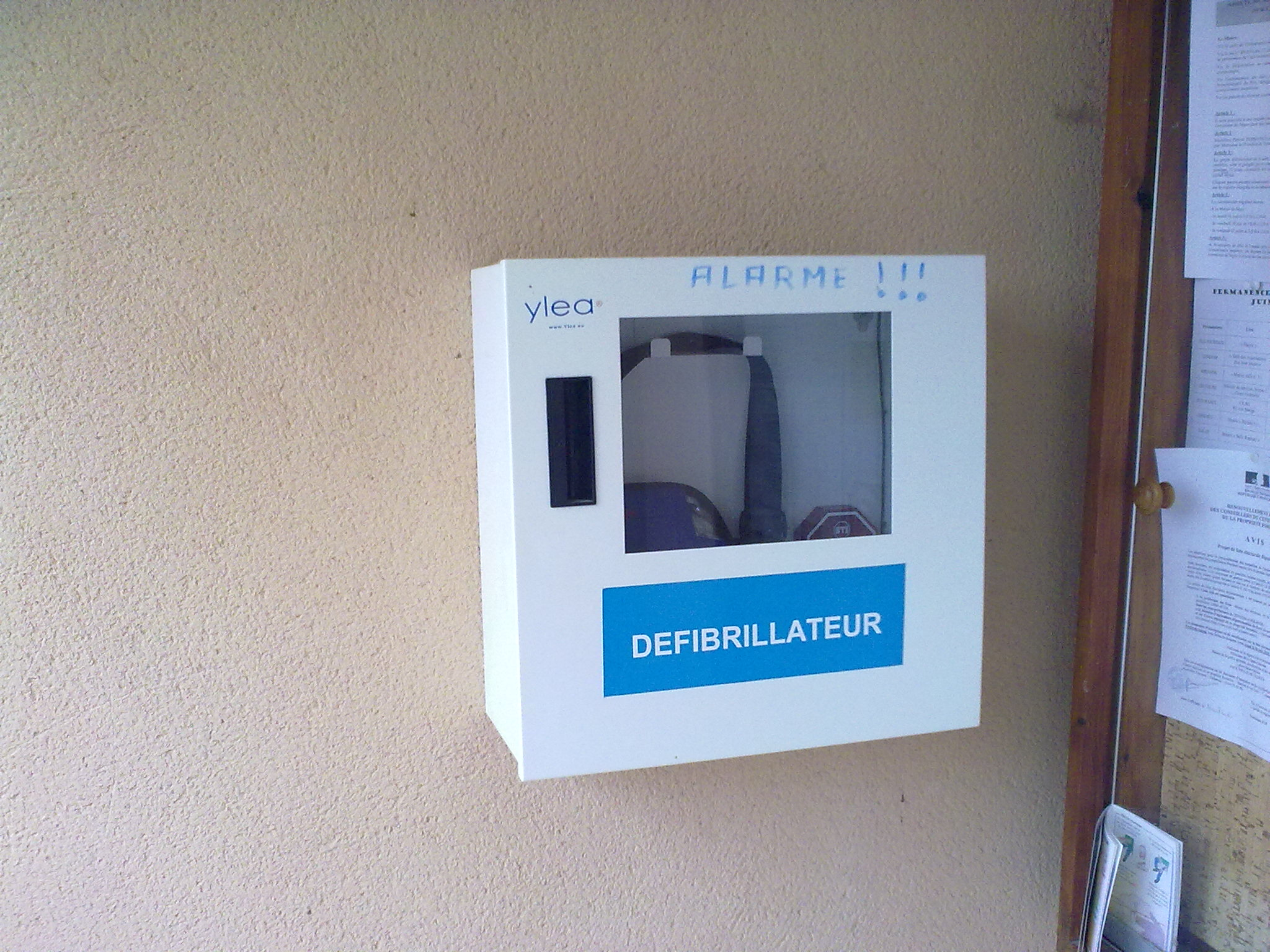
Défibrillateur.

### Héraldique
| Blason de Ségos | Blason  | Écartelé en sautoir: au 1 de gueules à une croix cléchée, vidée et pommetée de douze pièces d'or, au 2 de sinople à un épi de maïs d'or, au 3 de sinople à une canette d'or, au 4 d'argent à un cèdre de sinople fûté de tenné. |
| Blason de Ségos | Détails | Créé par JF Binon. Site de l'Annuaire des Collectivités, 2025. |